# Lonja (reka)
Lonja je reka na Hrvaškem in levi pritok reke Save, dolg 133 km. Lonja izvira pod goro Ivanščico. Večji kraj ob reki je Ivanić-grad. Večji levi pritoki Lonje so Česma, Ilova in Pakra. V spodnjem toku teče skozi park narave Lonjsko polje ki je mednarodno pomembno mokrišče uvrščeno na seznam Ramsarskih lokaliket.